# Whitmer
Whitmer es un lugar designado por el censo ubicado en el condado de Randolph en el estado estadounidense de Virginia Occidental. En el Censo de 2010 tenía una población de 106 habitantes y una densidad poblacional de 96,75 personas por km².

## Geografía
Whitmer se encuentra ubicado en las coordenadas 38°48′54″N 79°32′42″O / 38.81500, -79.54500. Según la Oficina del Censo de los Estados Unidos, Whitmer tiene una superficie total de 1.1 km², de la cual 1.1 km² corresponden a tierra firme y (0%) 0 km² es agua.

## Demografía
Según el censo de 2010, había 106 personas residiendo en Whitmer. La densidad de población era de 96,75 hab./km². De los 106 habitantes, Whitmer estaba compuesto por el 100% blancos, el 0% eran afroamericanos, el 0% eran amerindios, el 0% eran asiáticos, el 0% eran isleños del Pacífico, el 0% eran de otras razas y el 0% pertenecían a dos o más razas. Del total de la población el 0% eran hispanos o latinos de cualquier raza.